# David Saltiel
David Saltiel (griechisch Δαυίδ Σαλτιέλ; geboren 1931 in Thessaloniki) ist Chazzan der jüdischen Gemeinde von Thessaloniki. Er ist ein Vertreter des traditionellen sephardischen Gesanges.
Saltiel, der seine Geburtsstadt auch während der Zeit des Nationalsozialismus nicht verlassen hatte, gilt als letzter Vertreter eines unverfälschten sephardischen Gesangsstils, wie er in der jüdischen Gemeinde von Thessaloniki vor dem Zweiten Weltkrieg gepflegt wurde.
Seit den 1950er Jahren nahm Saltiel Lieder in Ladino auf. 1997 entstand das Album Jewish-Spanish Songs from Thessaloniki, auf dem er von Markos Skoulios (Oud), Jorgos Mavrommatis (Kanun), Jorgos Psaltis (Violine), Leftheris Pavlou (Rahmentrommel) und Nikos Tzannis-Ginnerup (Lyra) begleitet wird.